# Vajda Mihály
Vajda Mihály András (Budapest, 1935. február 10. – 2023. november 27.) Széchenyi-díjas magyar filozófus, egyetemi tanár, a Magyar Tudományos Akadémia rendes tagja. Munkásságát elsősorban a fenomenológia, a 20. századi német filozófia és a totalitariánus társadalmak elmélete terén fejtette ki. 1996 és 2000 között a Kossuth Lajos Tudományegyetem Filozófiai Intézete, 2005 és 2009 között az MTA Filozófiai Kutatóintézet igazgatója.

## Életpályája
Vajda Marcel (1893–1962) bankhivatalnok és Nasser Magdolna (1907–1978) fiaként született. 1953-ban érettségizett, majd a Lenin Intézetben kezdte meg felsőfokú tanulmányait. 1956-ig tanult ott, azután 1957-től 1960-ig az Eötvös Loránd Tudományegyetem Bölcsésztudományi Karának filozófia–német szakára járt és szerzett diplomát. Lukács György tanítványai közé fogadta; a budapesti iskola köréhez tartozott.
Egyetemi tanulmányainak befejeztével általános iskolai tanárként dolgozott, majd 1961-ben a Magyar Tudományos Akadémia Filozófiai Intézetének tudományos munkatársa lett. 1967-ben védte meg a filozófiai tudományok kandidátusi értekezését. Fokozatosan távolodott el a marxista eszmétől, illetve 1973-ban a budapesti iskolában betöltött szerepe miatt politikai alkalmatlanság címén elbocsátották az intézettől és szabadúszóvá vált: fordítóként, valamint nyelvtanárként dolgozott. 1977-ben Brémában lett vendégprofesszor, egészen 1980-ig tartott előadásokat. Az 1980-as években többször volt New Yorkban vendégprofesszor. 1991–92-ben Siegenben, 1994-ben Kasselban is tanított.
1989-ben rehabilitálták, majd 1990-ben a Kossuth Lajos Tudományegyetem (ma: Debreceni Egyetem) filozófia tanszékének tanszékvezető egyetemi tanárává nevezték ki. 1992-ben védte meg akadémiai doktori értekezését. 1994-ben az MTA közgyűlési képviselője, 2000-ben az MTA Filozófiai Bizottsága elnöke lett, majd 2001-ben megválasztották a Magyar Tudományos Akadémia levelező, 2007-ben pedig annak rendes tagjává. 1999 és 2002 között Széchenyi professzori ösztöndíjjal kutatott. 2005-ben emeritálták. Szintén 2005-ben az MTA Filozófiai Kutatóintézet igazgatójává nevezték ki. Az intézetet 2009-ig vezette.
2023. december 3-án helyezték örök nyugalomra az Óbudai Zsidó Temetőben.

## Munkássága
Kutatási területe pályafutása elején a 20. századi fenomenológia, Edmund Husserl és Max Scheler munkássága volt, később a társadalomelmélet felé fordult.
Az ebben az időszakban a fasizmusról írt könyvét 1995-ig nem jelentethette meg magyarul. Az 1970-es évek felé marxizmuskritikus műveket írt, melyeket többségében szintén nem jelentethetett meg. A rendszerváltás után a posztmodern filozófia lehetőségének vagy lehetetlenségének kérdése foglalkoztatta. Továbbá foglalkozott filozófiatörténettel és politikai filozófiával.
Több mint nyolcvan publikációja jelent meg, ezeket elsősorban magyar, angol és német nyelven adja közre.

## A filozófusok elleni lejáratókampány
2011 elején a Magyar Nemzet cikksorozatban foglalkozott egy korábbi, 2004–2005-ös, hat pályázattal összesen csaknem félmilliárd forint kifizetésével Radnóti Sándor, Heller Ágnes, Vajda Mihály, Gábor György és Geréby György alkotta filozófusi kör számára. A Magyar Filozófiai Társaság elnöksége állásfoglalásban tiltakozott a filozófusok meghurcolása ellen, és több konzervatív tudós is megszólalt a szóban forgó filozófusok védelmében. Az ügyben Budai Gyula elszámoltatási kormánybiztos feljelentése alapján nyomozás zajlott. A nyomozást bűncselekmény hiányában 2012 májusában megszüntették.

## Családja
Nős, egy fiú- és egy leánygyermek édesapja, két unokája van.

## Díjai, elismerései
- Alföld-díj (1993)
- Deák Ferenc-díj (1997)
- Széchenyi-díj (1998)
- Csokonai-díj (2000)
- A Magyar Köztársasági Érdemrend tisztikeresztje (2005)
- Hevessy József-díj (2008)

## Főbb publikációi
- Zárójelbe tett tudomány. A husserli fenomenológia tudományfelfogásának bírálatához, Akadémiai, Budapest, 1968
- A mítosz és a ráció határán. Edmund Husserl fenomenológiája, Gondolat, Budapest, 1969
- Fascism as a Mass Movement (1976)
- Sistemi sociali oltre Marx (1980)
- The State and Socialism (1981)
- A sztratokrácia közép-kelet-európai szemmel, AB Független Kiadó, Budapest, 1982
- Orosz szocializmus Közép-Európában (1989)
- Marx után szabadon, avagy miért nem vagyok már marxista? (1990)
- Russischer Sozialismus in Mitteleuropa (Orosz szocializmus Közép-Európában), németre fordította: Maria Anna Dessewffy, Passagen, Wien, 1991, (Passagen Politik)
- Változó evidenciák. Útban a posztmodern felé, Cserépfalvi–Századvég, Budapest, 1992, (Filozófia)
- A történelem vége? Közép-Európa – 1989 (1992)
- A posztmodern Heidegger (1993)
- Orosz szocializmus Közép-Európában, sajtó alá rend. Gyurgyák János, 2. jav. kiad., Századvég, Budapest, 1994, (Politika)
- Mit lehet remélni? Esszék Fehér Ferencről, Határ Irodalmi Alapítvány, Debrecen 1995, (Határ könyvek)
- A fasizmusról. Politikai-szociológiai tanulmány, Osiris, Budapest, 1995
- Nem az örökkévalóságnak. Filozófiai (láb)jegyzetek, Osiris, Budapest, 1996, (Horror metaphysicae)
- Meditaţii anticarteziene, románra fordította, utószó Alexandru Polgár, szerk. Ciprian Mihali, Casa Cărţii de Ştiinţă, Cluj, 1999, (Diaphora)
- Tükörben (2001)
- Ilisszosz-parti beszélgetések (2001)
- Mesék Napnyugatról (2003)
- "Az aszketikus pap", MTA, Budapest, 2005, (Székfoglalók a Magyar Tudományos Akadémián)
- Sisakrostély-hatás. Kísérteteim, Kalligram, Pozsony, 2007
- Ethics and heritage. Essays on the philosophy of Ágnes Heller, szerkesztők: Boros János, Vajda Mihály; Brambauer, Pécs, 2007, (Kortárs magyar filozófusok)
- Szókratészi huzatban (2009)
- A lét hangoltsága – Tanulmányok a tudás sokféleségéről, szerkesztők: Gábor György, Vajda Mihály; Typotex Kiadó, Budapest, 2010, (Saeculum könyvek)
- Túl a filozófián. Typotex Kiadó, Budapest, 2013, ISBN 978-963-2798-09-7
- A szellem és a szellemek, MTA, Budapest, 2014, (Székfoglalók a Magyar Tudományos Akadémián)
- Utam Marxtól, Kalligram–Pesti Kalligram, Pozsony–Budapest, 2015, (Vajda Mihály válogatott művei)
- Rejtekutak a posztmodernben, Kalligram–Pesti Kalligram, Pozsony–Budapest, 2015, (Vajda Mihály válogatott művei)
- Vajda Mihály–Kardos András: Kérdő evidenciák. Beszélgetések, szerk. Fehér Ildikó, Kardos András, Dupress–Líceum–Kalligram, Debrecen–Eger–Budapest, 2015
- Meine Gespenster – Essays zur Zeitgeschichte (Sisakrostély-hatás), előszó Esterházy Péter, németre fordította: Heike Flemming, Passagen, Wien, 2016
- A személyes emlékezet filozófiája, Pesti Kalligram–EKF Líceum, Budapest–Eger, 2016, (Vajda Mihály válogatott művei)
- Szög a zsákból, Magvető, Budapest, 2017, (Tények és tanúk 130.), ISBN 9789631435337
- Emlékezet – Idegenség - Zsidók és más idegenek, Múlt és Jövő, Budapest, 2018